# Vuurkuifkoketkolibrie
De vuurkuifkoketkolibrie (Lophornis delattrei) is een vogel uit de familie Trochilidae (kolibries). De vogel is genoemd naar de Franse ornitholoog Adolphe Delattre.

## Verspreiding en leefgebied
Deze soort komt voor in zuidelijk Midden-Amerika en het westelijk Amazonebekken en telt twee ondersoorten:
- L. d. lessoni: van zuidwestelijk Costa Rica tot centraal Colombia.
- L. d. delattrei: oostelijk Peru en noordelijk Bolivia.

## Status
De grootte van de populatie is in 2019 geschat op 50-500 duizend volwassen vogels. Op de Rode lijst van de IUCN heeft deze soort de status niet bedreigd.  